# Decorațiune de Crăciun
Ornamentele de Crăciun sunt decorațiuni (de obicei din sticlă, metal, lemn sau ceramică) care sunt utilizate pentru a împodobi un pom de Crăciun. Ornamente pot avea forme foarte diferite, de la o simplă sferă (ca-n imaginea din dreapta) la modele extrem de artistice. Decorațiunile sunt aproape întotdeauna reutilizate de-a lungul anilor, mai degrabă decât cumpărate anual.
Ornamentul de Crăciun din zilele noastre făcut din sticlă modelată colorată, a fost inventat în mica localitate germană Lauscha, la mijlocul secolului al XIX-lea

## Invenție

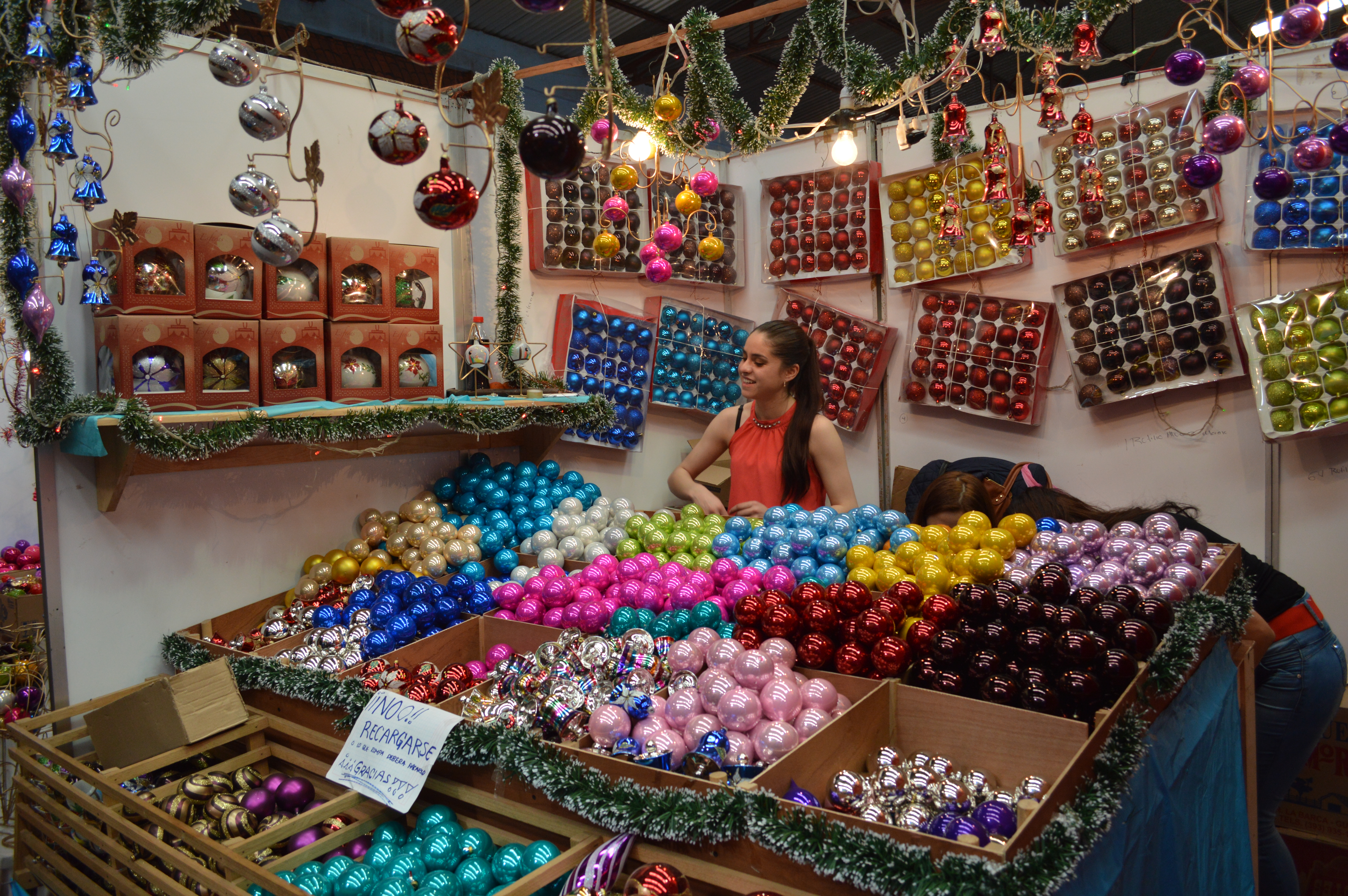
Globuri din sticlă de vânzare în Tlalpujahua, Michoacán, Mexic. Orașul este cunoscut pentru producția de ornamente de Crăciun, în special globuri, cu peste 100 de milioane de ornamente produse anual, majoritatea exportate.

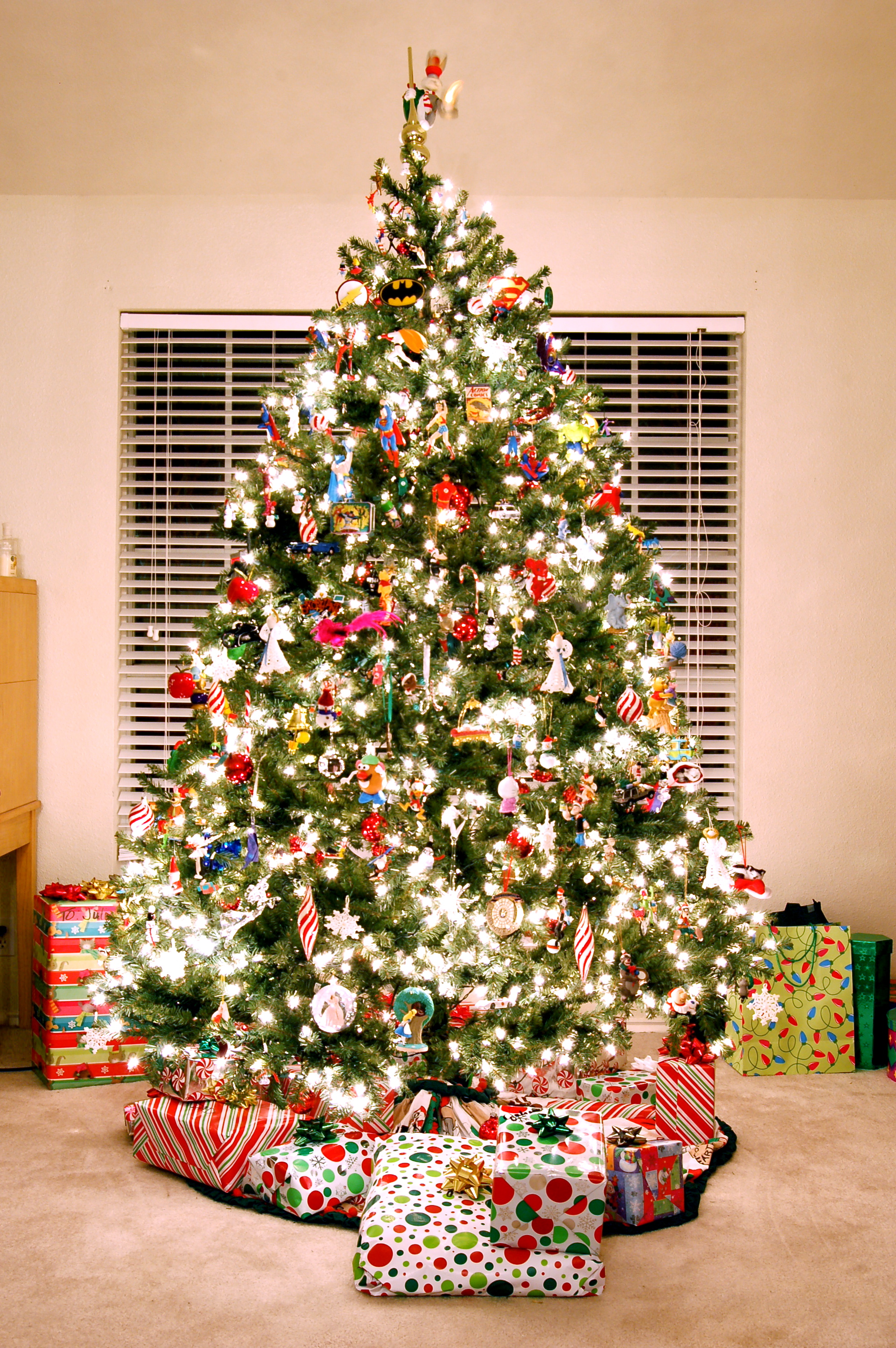
Pomul de Crăciun decorat complet

Primii pomi decorați au fost împodobiți cu mere, prăjituri și bomboane albe în forme de bastoane și stele, inimi și flori. Globurile de sticlă au fost realizate inițial în Lauscha, Germania, de Hans Greiner (1550-1609), care a produs ghirlande de margele de sticlă și figurine de tablă care ar putea fi atârnate pe brad. Popularitatea acestor decorațiuni a crescut în producția de figuri de sticlă realizate de meșteșugari cu înaltă calificare, cu mulaje de argilă.
Artizanii încălzeau un tub de sticlă peste o flacără, apoi introduceau tubul într-o matriță de lut, suflând sticla încălzită pentru a se extinde în forma matriței. Ornamentele originale erau doar în formă de fructe și nuci.
După ce sticla s-a răcit, o soluție de azotat de argint era învârtită în ea, o tehnică de argintare dezvoltată în anii 1850 de Justus von Liebig. După ce soluția de azotat a fost uscată, ornamentul a fost pictat manual și acoperit cu un capac și un cârlig.

## Tipuri

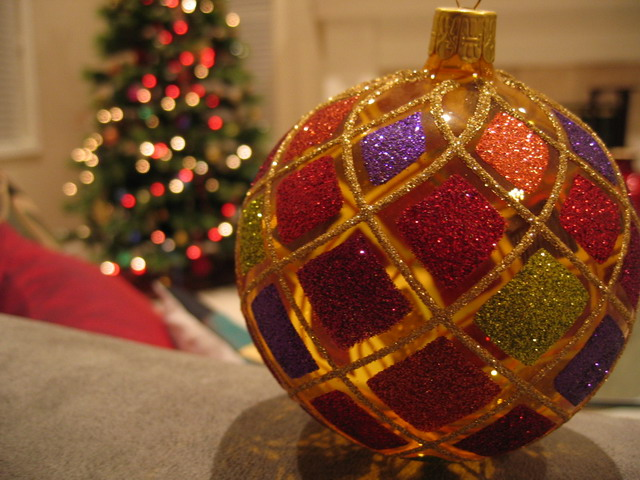
Glob Crăciun, sau ornament minge
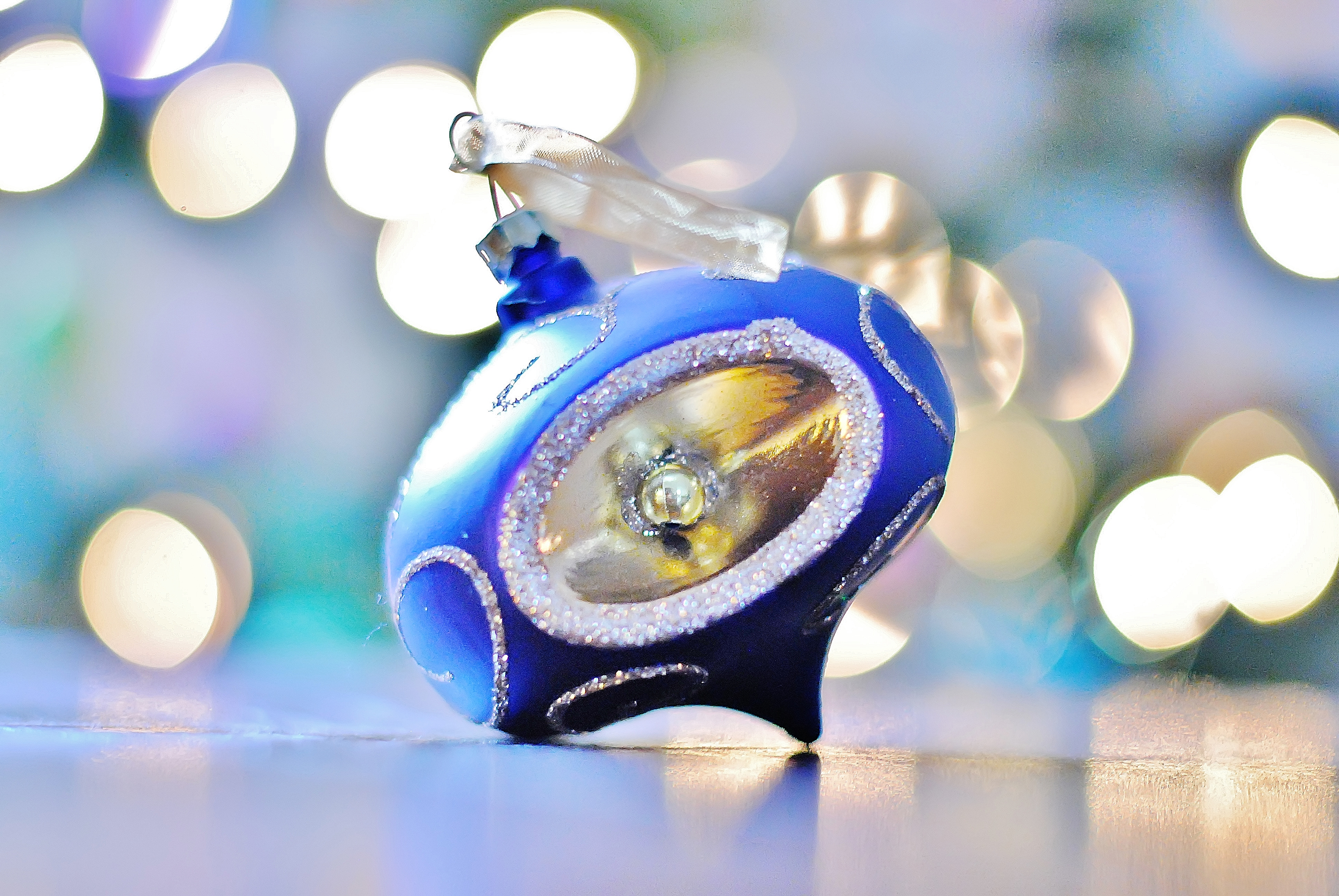
Ornament Albastru  de Crăciun
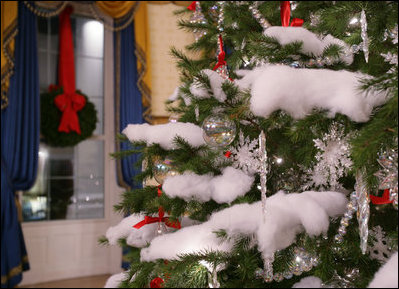
Zăpadă pentru Pomul de Crăciun
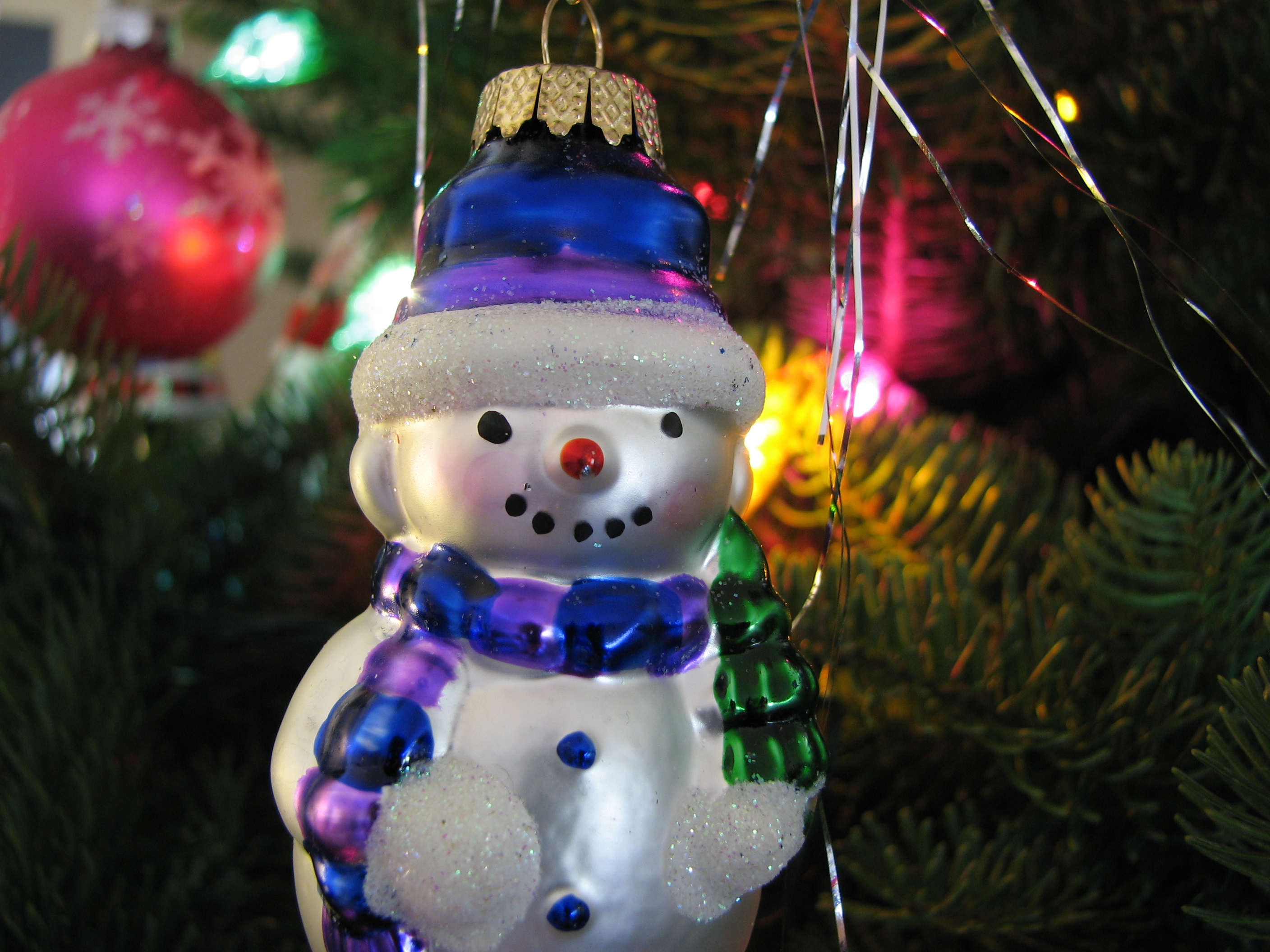
Ornament de Crăciun om de zăpadă
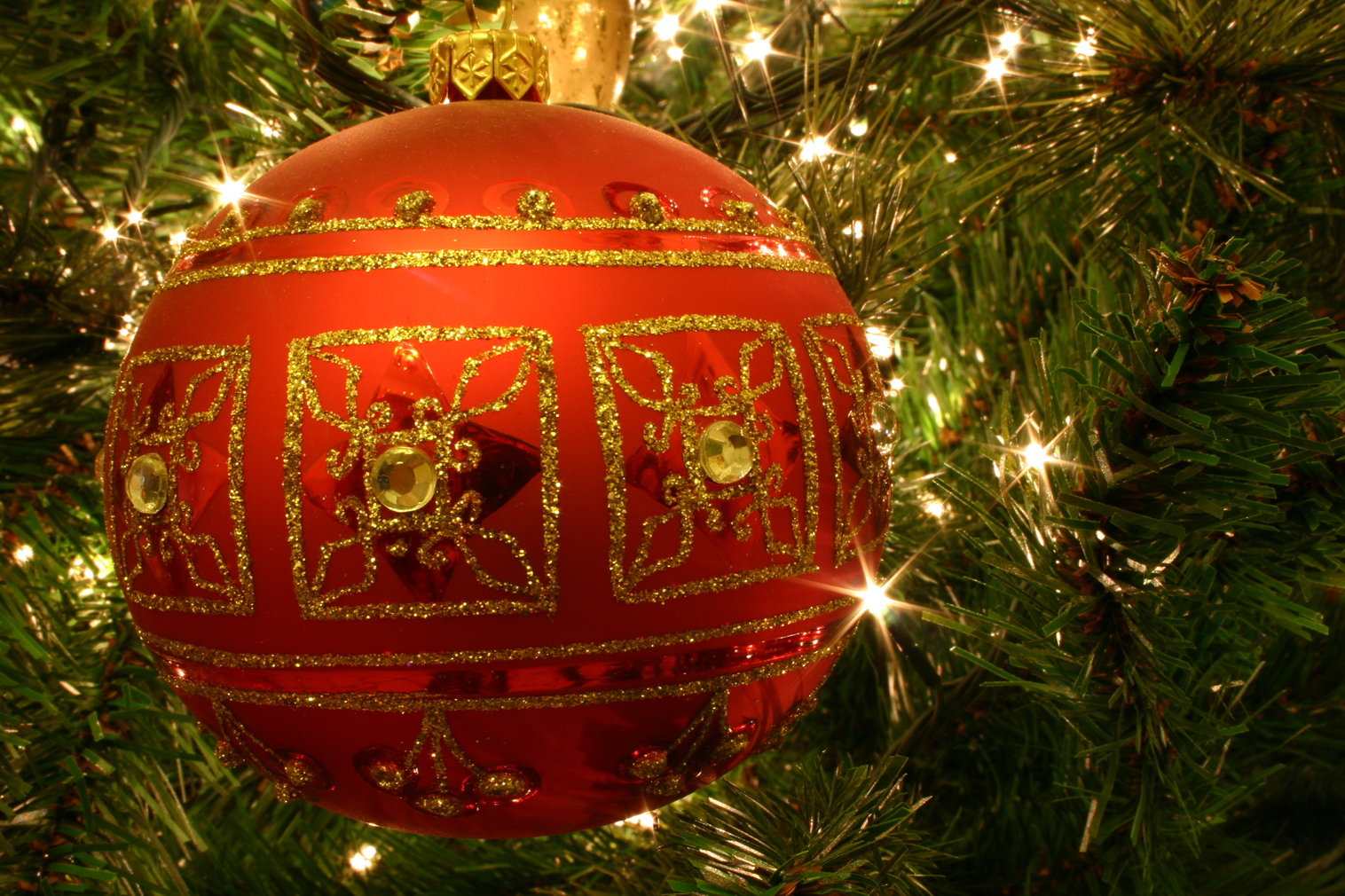
Glob de Crăciun roșu ornamentat cu auriu
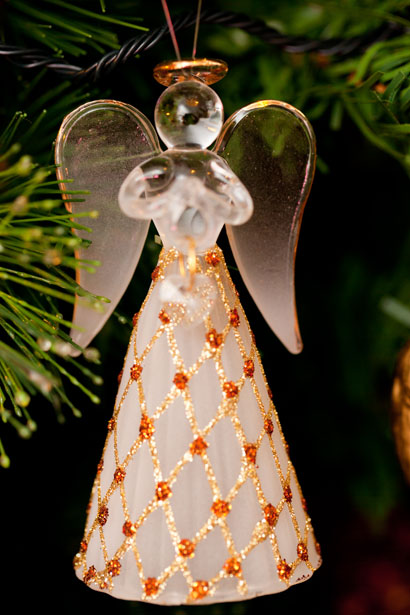
Înger - decorațiune de Crăciun
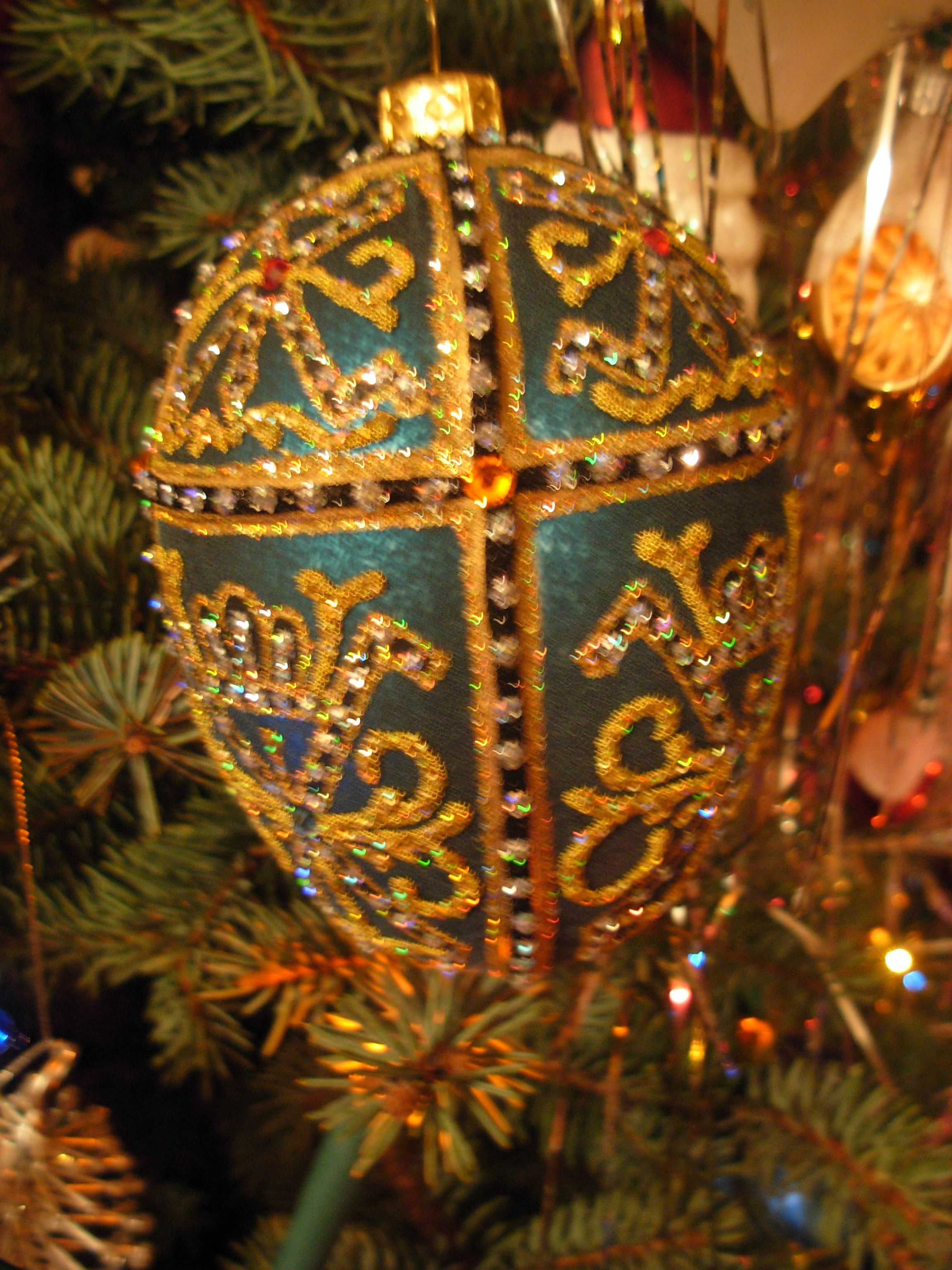
Un ornament de Crăciun realizat manual
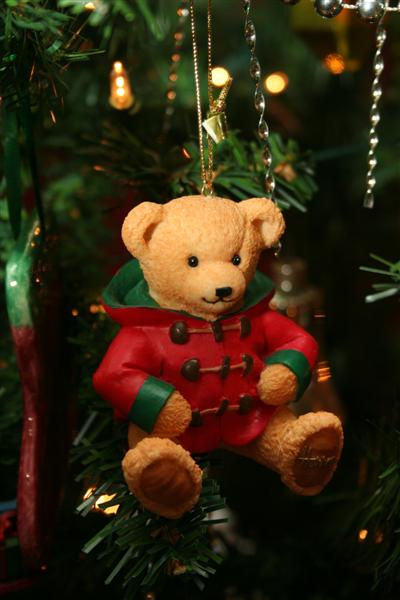
Urs de Crăciun
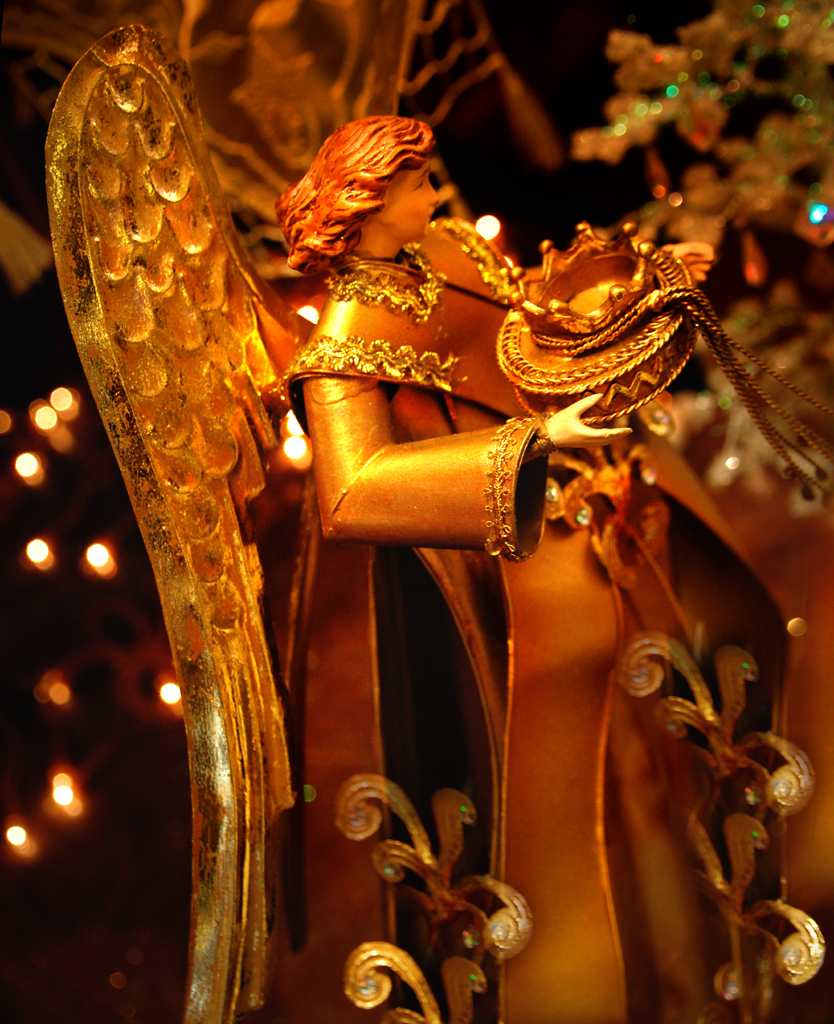
Purtător de cadouri
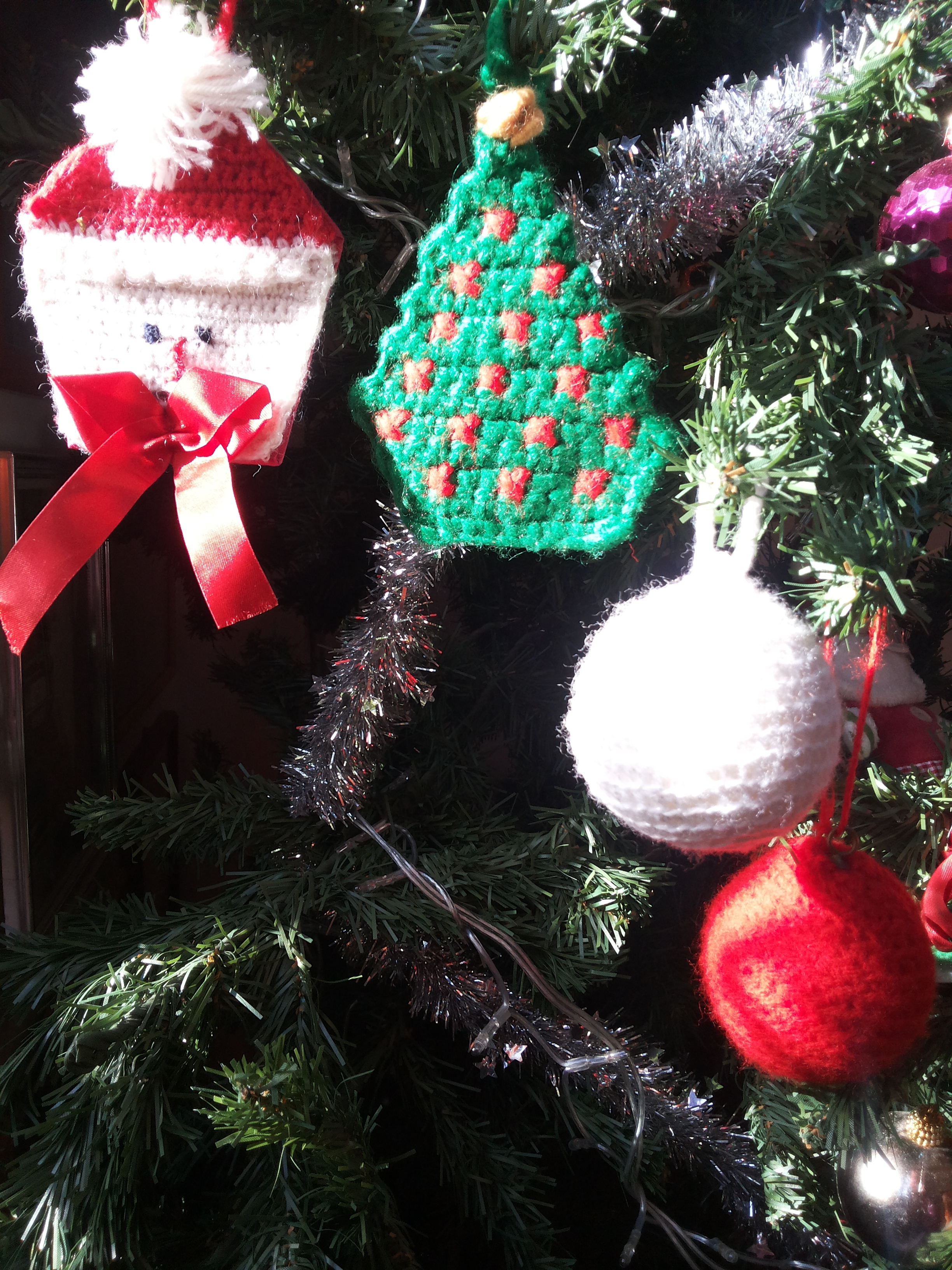
Globuri de Crăciun realizate manual și ornamente croșetate
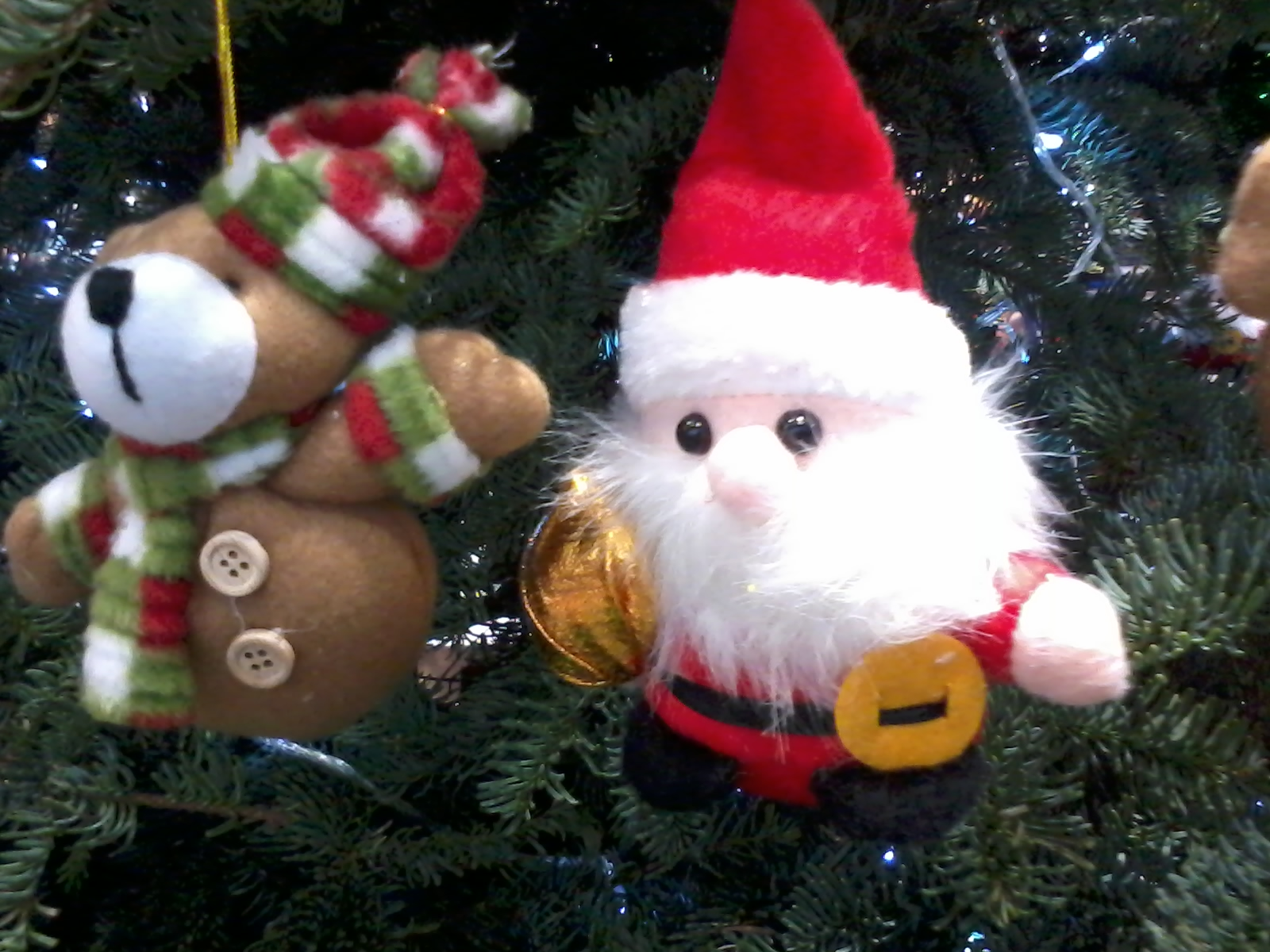
Moș Crăciun și ursulețul de pluș
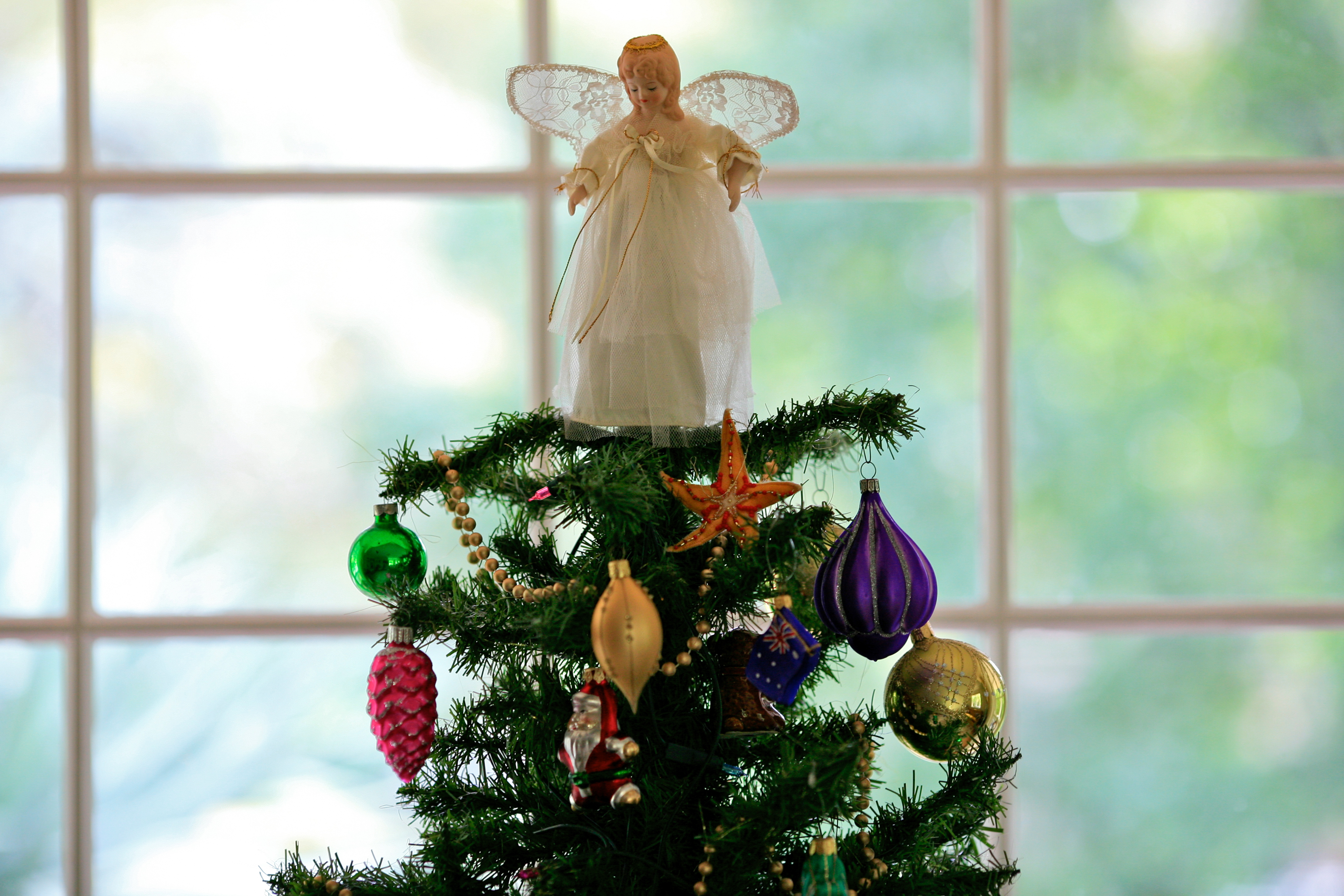
Decor de Crăciun pentru vârful bradului
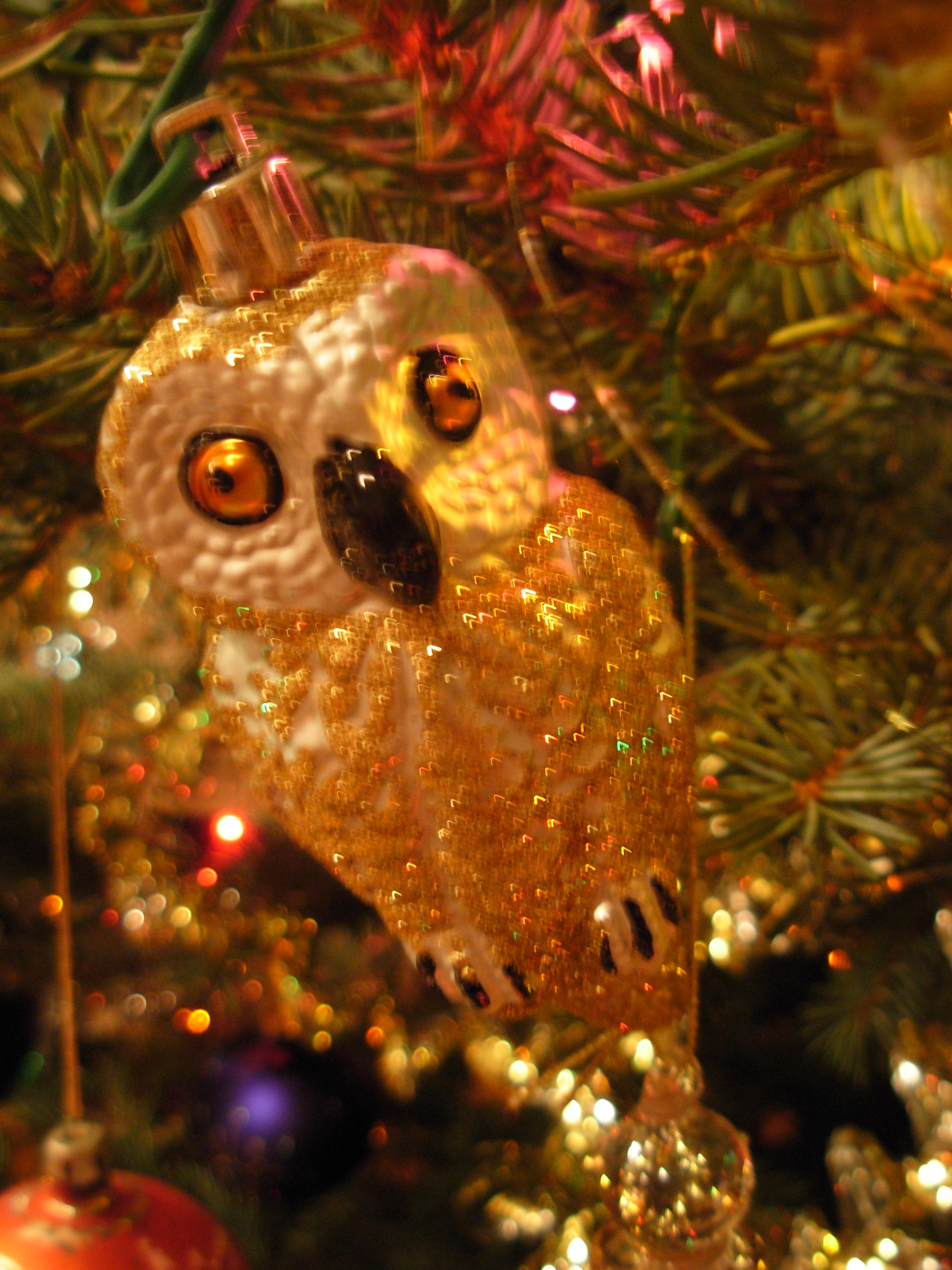
Bufniță de Crăciun
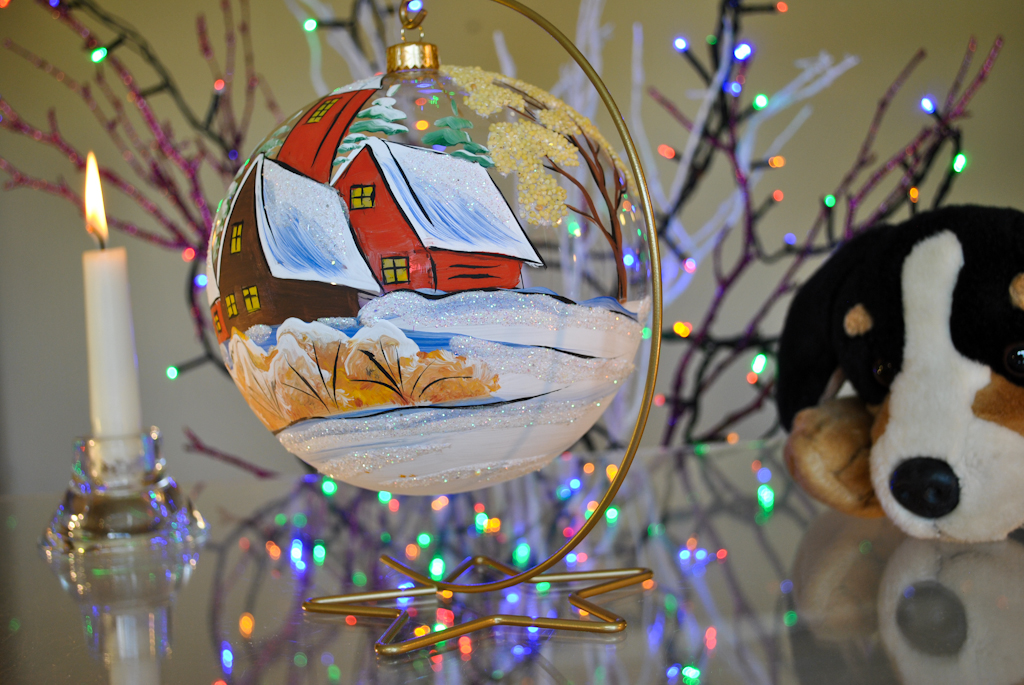
Glob de Crăciun din sticlă suflată, pictată manual
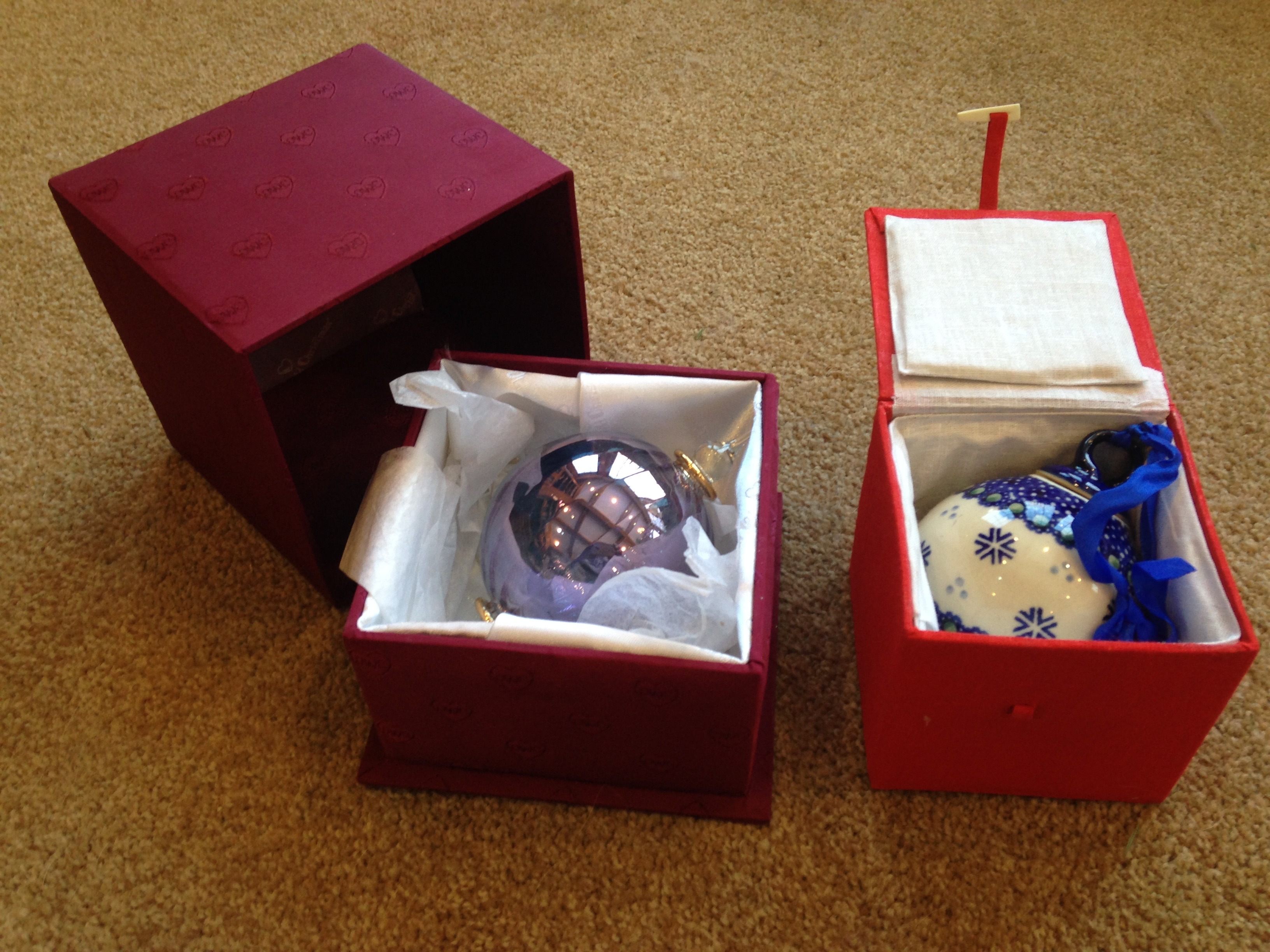
Ornamente în cutii de depozitare
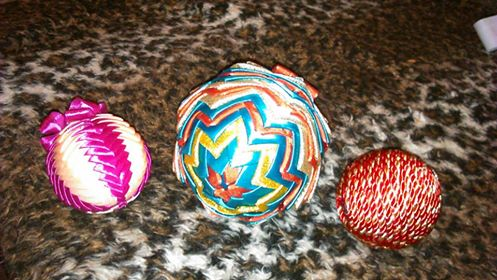
Globuri bomboane poloneze realizate cu metoda kanzashi
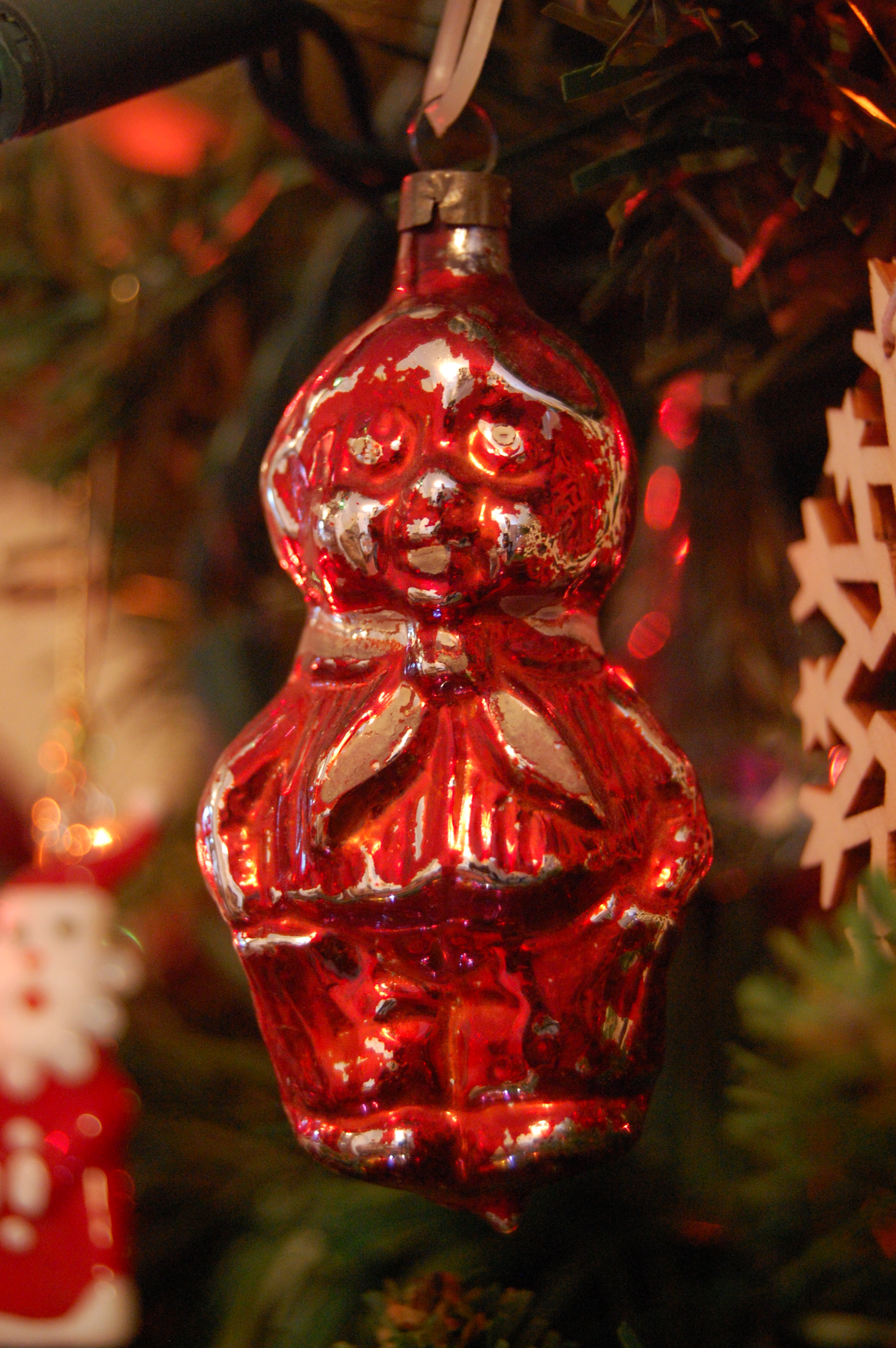